# Le Printemps (film, 1970)
Pour les articles homonymes, voir Printemps (homonymie).
Pour plus de détails, voir Fiche technique et Distribution.
Le Printemps est un film français réalisé par Marcel Hanoun, sorti en 1971.

## Synopsis
Un homme court dans les bois et les champs, il semble se cacher. Nous ne savons pas la raison de sa fuite et son nom n'est pas évoqué. Les scènes avec cet homme sont filmées en noir et blanc, certaines en couleurs, sont entrecoupées de scènes quotidiennes d'une fille pré-adolescente chez sa grand-mère. Celles-ci ne rencontrent jamais l'homme. Il y a très peu de dialogues échangés dans le film. Un conte est raconté en partie par la fille et par un narrateur.

## Fiche technique
- Titre : Le Printemps
- Réalisation : Marcel Hanoun, assisté de Jacques Tréfouël
- Scénario : Catherine Binet et Marcel Hanoun
- Photographie : Oleg Tourjansky
- Son : Jean-Paul Loublier
- Montage : Catherine Binet
- Production : René Thévenet pour O.C.F. (Organisation cinématographique française)
- Pays de production :  France
- Durée : 85 minutes
- Date de sortie :
  - France : 27 octobre 1971

## Distribution
- Michael Lonsdale : l'homme qui fuit
- Raymonde Godeau : la grand-mère
- Véronique Andriès : Anne
- Catherine Binet
- Anne-Marie Ramier
- Guy Brémond
- Maurice Poulenot
- Julien Etchevery
- Jean-Baptiste Andriès

## Sélections
- 1971 : Festival de Venise
- 1971 : Festival de Hyères